# Мелкая
Мелкая — река на острове Сахалин. Впадает в Охотское море. Протекает по территории Поронайского городского округа Сахалинской области. Общая протяжённость реки составляет — 61 км, площадь водосборного бассейна насчитывает 376 км².

## Данные водного реестра
По данным государственного водного реестра России относится к Амурскому бассейновому округу.
Код объекта в государственном водном реестре — 20050000212118300002900.